# Ceraunius Tholus
Ceraunius Tholus est un volcan situé sur la planète Mars par 24° N et 262,6° E, dans le quadrangle de Tharsis.

## Géographie et géologie
Ceraunius Tholus est le plus élevé d'un groupe de trois volcans — avec Uranius Mons et Uranius Tholus — formant un ensemble, le groupe d'Uranius, situé dans le prolongement de l'alignement de volcans de Tharsis Montes en direction de Tempe Fossae, dans le nord-est du renflement de Tharsis. Il culmine à environ 8 250 m au-dessus du niveau de référence martien, soit près de 6 000 m au-dessus de la surface du renflement de Tharsis.
| |  |                                                                       |
| Carte de la région d'Olympus Mons et de la chaîne de Tharsis Montes. Ceraunius Tholus se situe en haut à droite de cette carte. |  | En bas, vue de Ceraunius Tholus par la MOC de MGS prise en mars 2002. |

Ceraunius Tholus se serait formé au Noachien, il y a plus de 3,75 milliards d'années, sans qu'il ait été possible à ce jour de dater ses épisodes d'activité subséquents. Compte tenu de cette ancienneté, l'édifice volcanique est partiellement enfoui sous les coulées de lave qui ont ultérieurement façonné la surface du renflement.

## Caractéristiques morphologiques

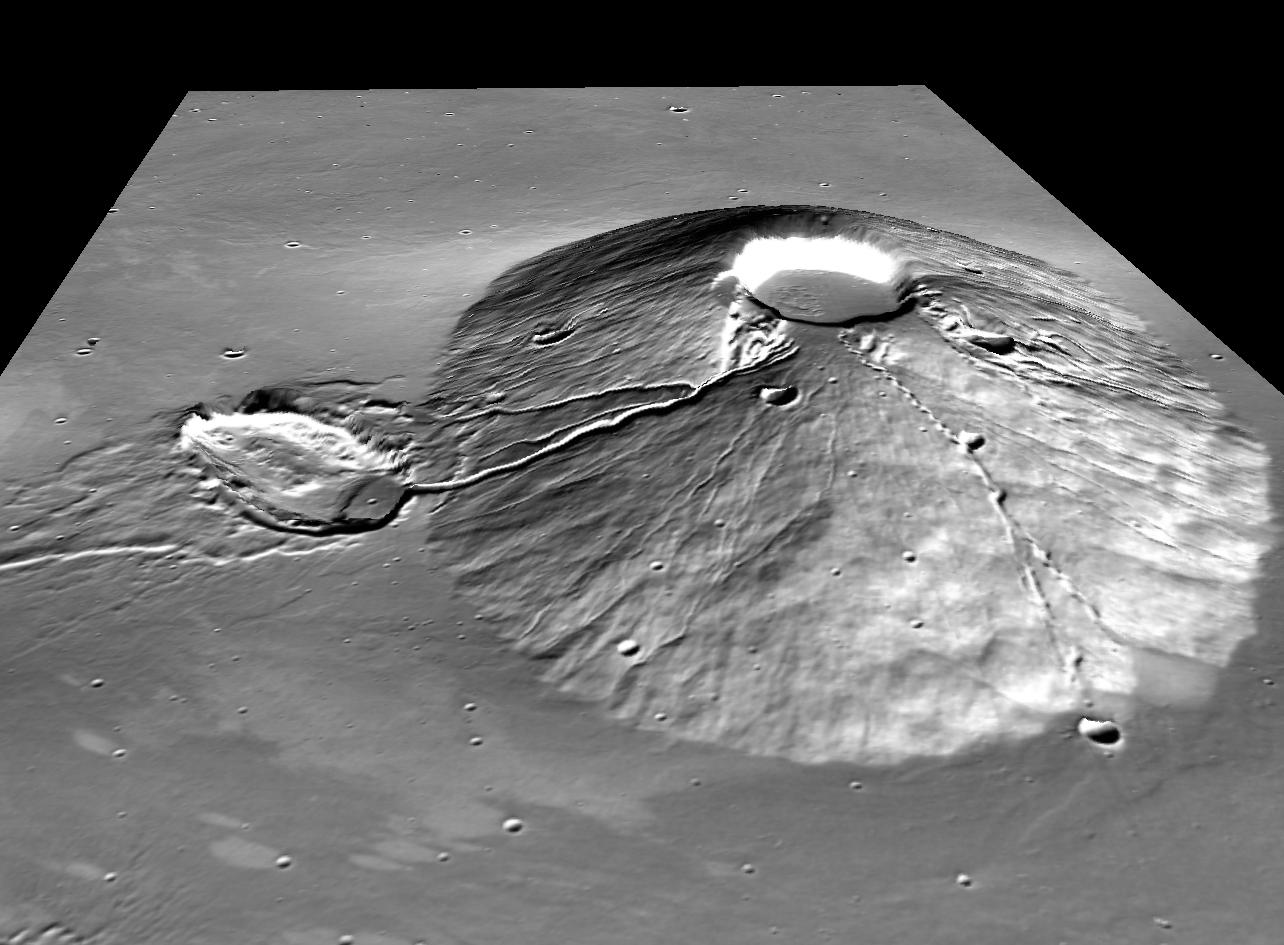
Générée par ordinateur, vue 3D avec exagération verticale 5x. L'image a été obtenue à partir de la couverture THEMIS, plus MOLA altimétrie. Le cratère Rahe est à gauche.

La caractéristique la plus frappante de cet édifice volcanique est la présence de trois profonds sillons, atteignant 300 m de profondeur et 2,5 km de long : deux sur son flanc nord face au cratère Rahe, reconnaissable par sa forme elliptique, et le troisième sur le flanc ouest sud-ouest ; leur origine n'est pas connue avec certitude, entre drainage hydrologique et écoulements de laves.
Par ailleurs, le fond de la caldeira est constellé de cavités d'effondrement, sans rebord et sans rapport avec de quelconques impacts cosmiques, dont la distribution n'est pas uniforme sur la surface concernée.